# Kōfu Gozan
Kōfu Gozan (jap. 甲府五山) sind fünf Zen-buddhistische Tempel der Rinzai-shū, genauer der Miyōshinji-Schule innerhalb des Rinzai-shū, deren Haupttempel (gleichen Namens) in Kyōto steht. Der Begriff Gozan für die fünf ranghöchsten Tempel taucht außerdem in Kyōto (Kyōto Gozan) und Kamakura (Kamakura Gozan) auf. Sie werden auch zu den 108 spirituellen Orten von Kai gezählt.

## Entstehung
Die Kōfu Gozan wurden auf Anordnung Takeda Shingens nach Kōfu verlegt. Mit der Verleihung des Namens Gozan (sinngemäß: „Große Fünf“, wörtlich: „Fünf Berge“), den obersten Tempeln im damaligen Rangsystem, wollte Takeda Shingen die Struktur der damaligen Hauptstadt Kyōto (damaliger Name Heian-kyō) nachahmen. Dadurch sollten zum einen die Bedeutung seiner Residenzstadt Kōfu steigern. Er förderte dazu auch den Goldbergbau, verbesserte die Landwirtschaft, erließ neue Gesetze und beauftragte Bewässerungskanäle.
Zum anderen hatte er ein Interesse daran, den Rinzai-Buddhismus zu fördern. Er war selbst praktizierender Anhänger und Rinzai galt als ideale moralische Grundlage für einen Samurai. Als er sich für Kōfu als Verwaltungssitz der Kai-Provinz entschied, wählte er Tempel aus dem Umland, und ließ sie dorthin verlegen. Aber im Gegensatz zu Kyōto legte er nicht eine strikte Rangfolge der Tempel untereinander fest, so durften sie auch alle das gleiche Baumaterial benutzen. Deshalb ist ihre Anordnung auch beliebig, hier wird von Ost nach West gegliedert dargestellt. Die Anlagen befinden sich allesamt innerhalb der Stadt Kōfu.

## Ähnliche Anlagen der gleichen Zeit
Neben den Kōfu Gozan haben die Takeda noch weitere Tempel in der Provinz Kai, der heutigen Präfektur Yamanashi angelegt. Überregional bedeutend sind zum Beispiel der Erin-ji und der Zenkō-ji (Kōfu). Aufgrund der historischen Verbindung zur Myōshinji-Schule innerhalb des Rinzai-shū, sind alle diese Anlagen dieser Richtung gewidmet.

## Kōfu Gozan
- Tōkō-ji (東光寺)
- Nōjō-ji (能成寺)
- Chōzen-ji (長禅寺)
- Enkō-in (円光院)
- Hōsen-ji (法泉寺)

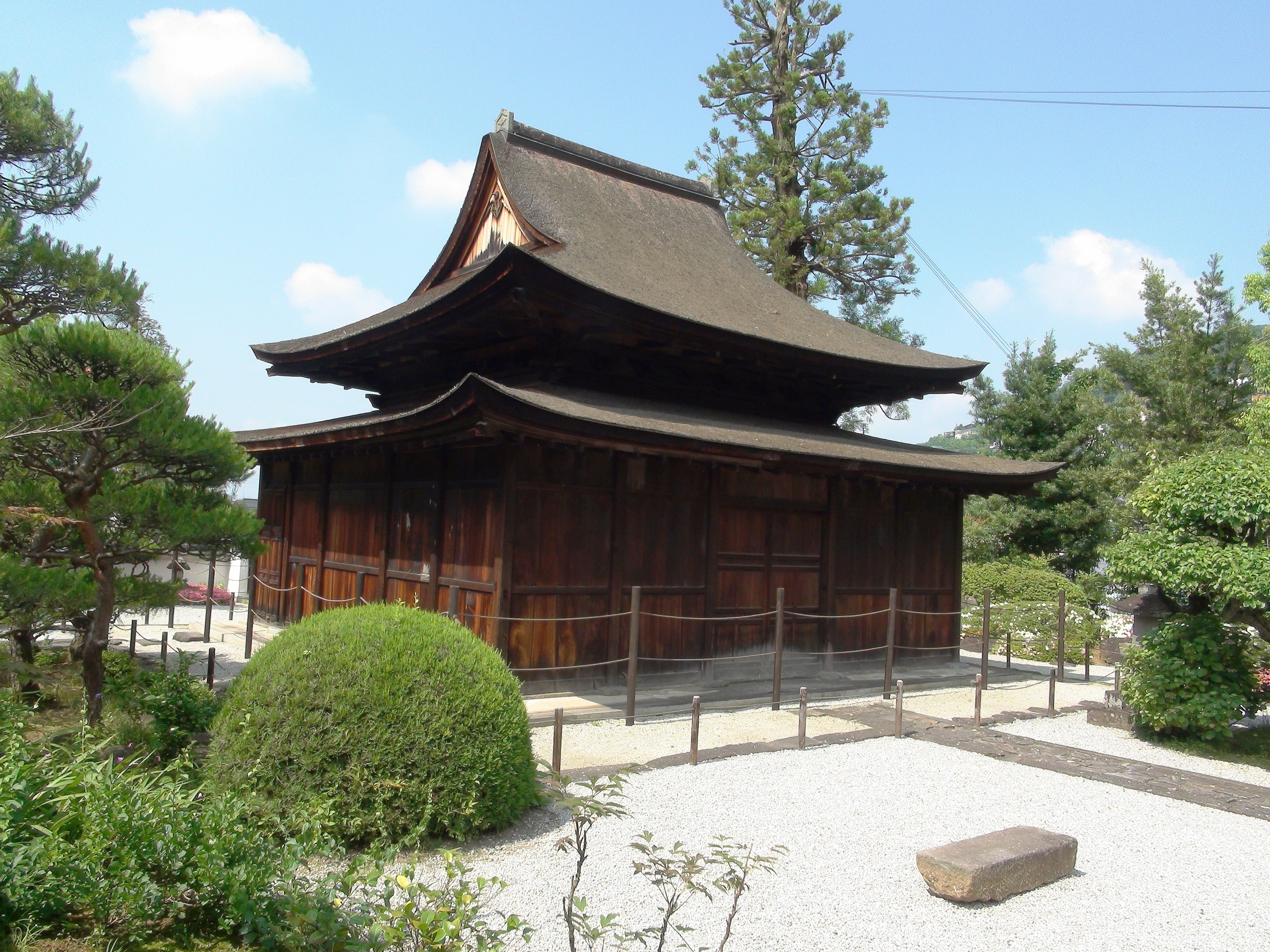
Buddhahalle (Butsuden) des Tokō-ji
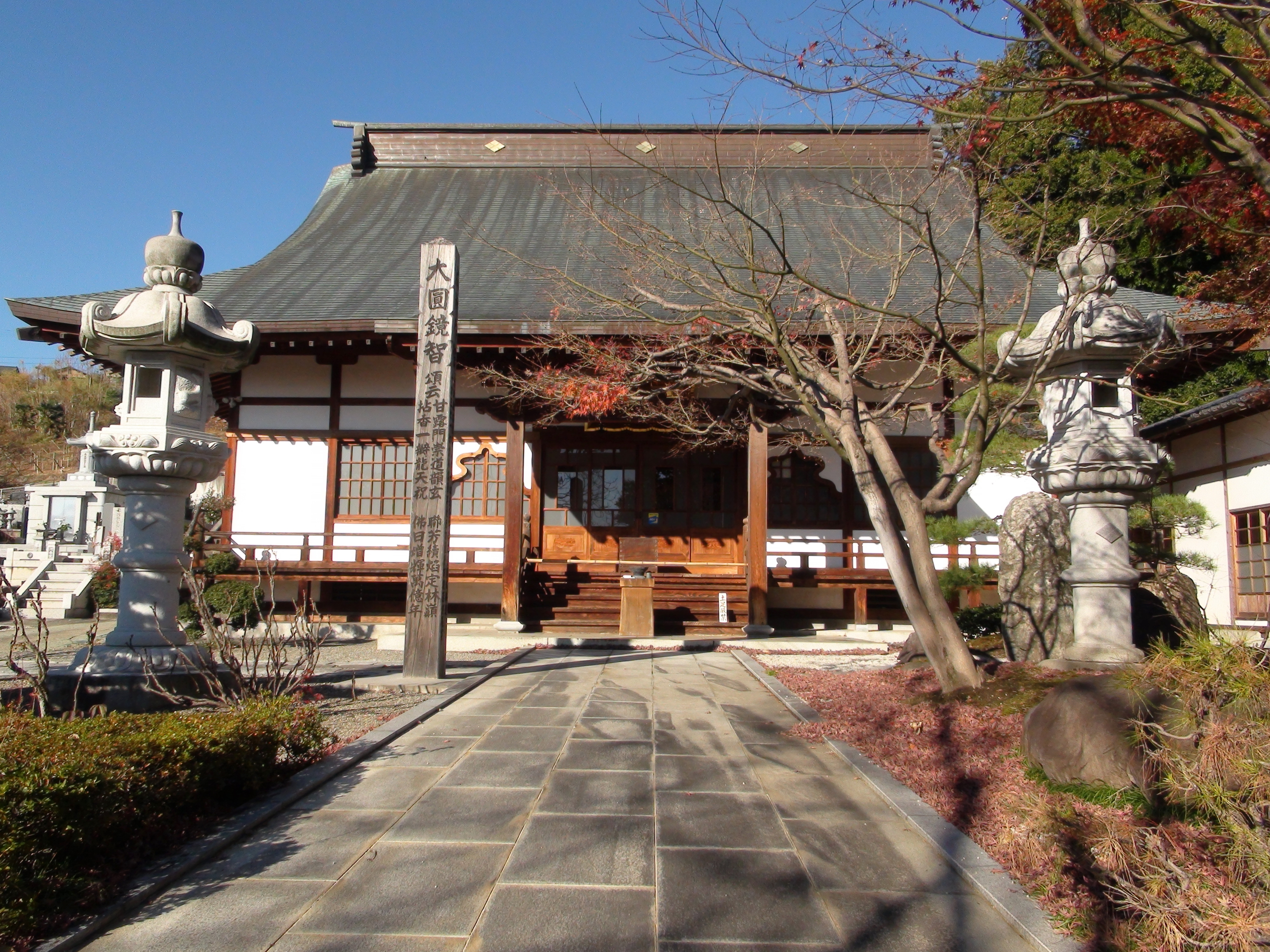
Haupthalle (Hondō) des Nōsei-ji
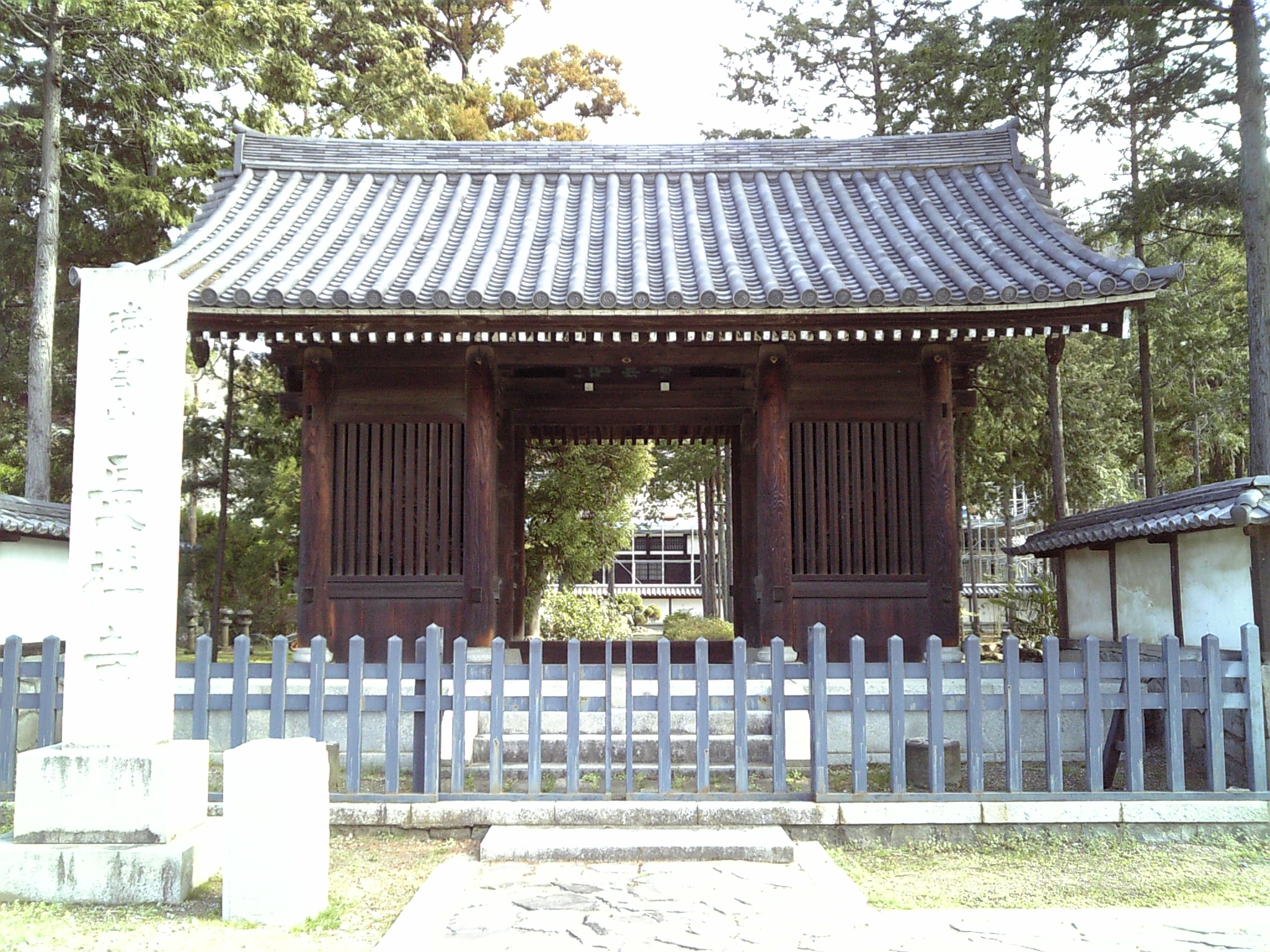
Haupttor (Sanmon) des Chōzen-ji
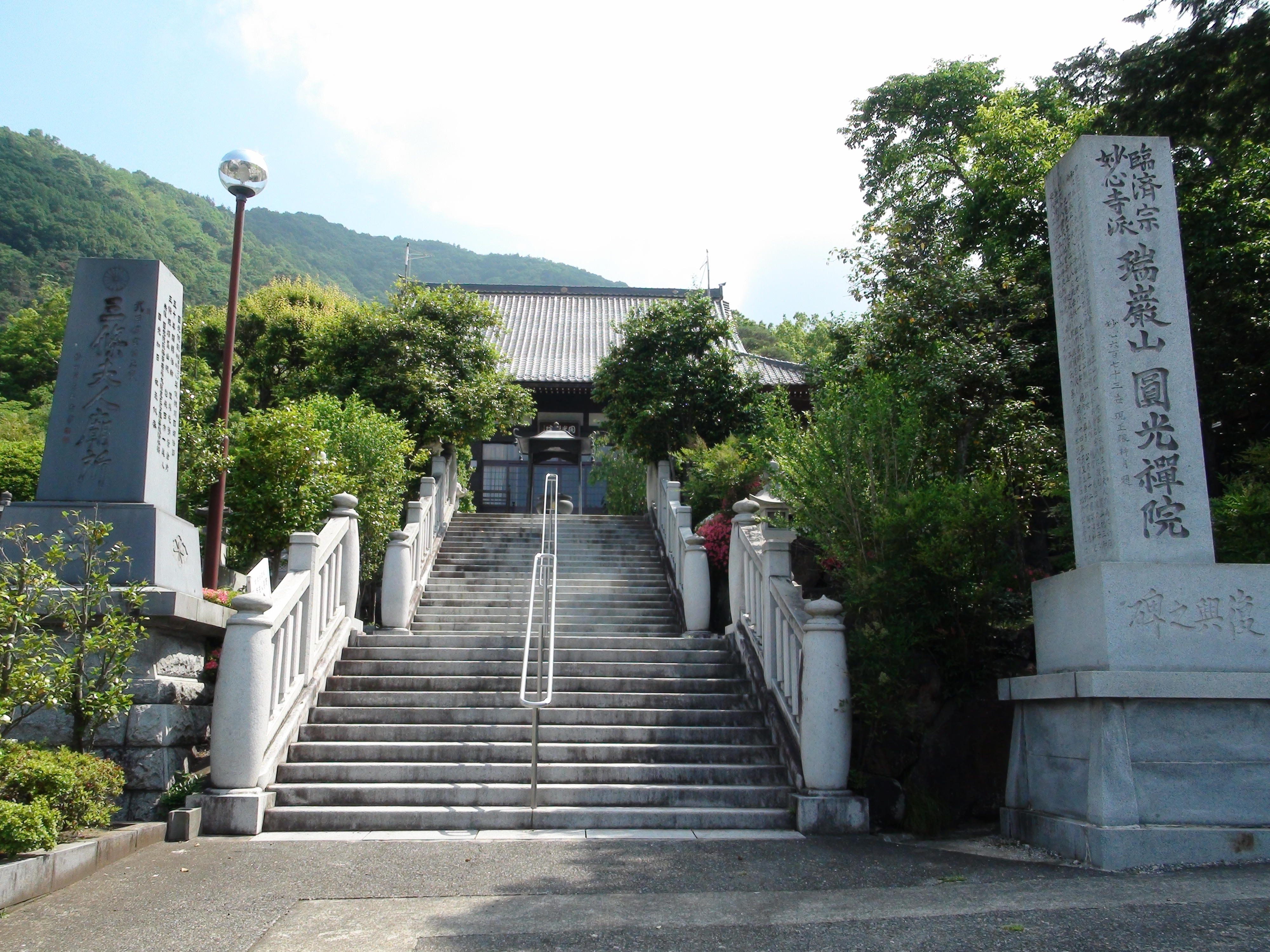
Aufstiegsstraße (Sandō) des Enkō-in
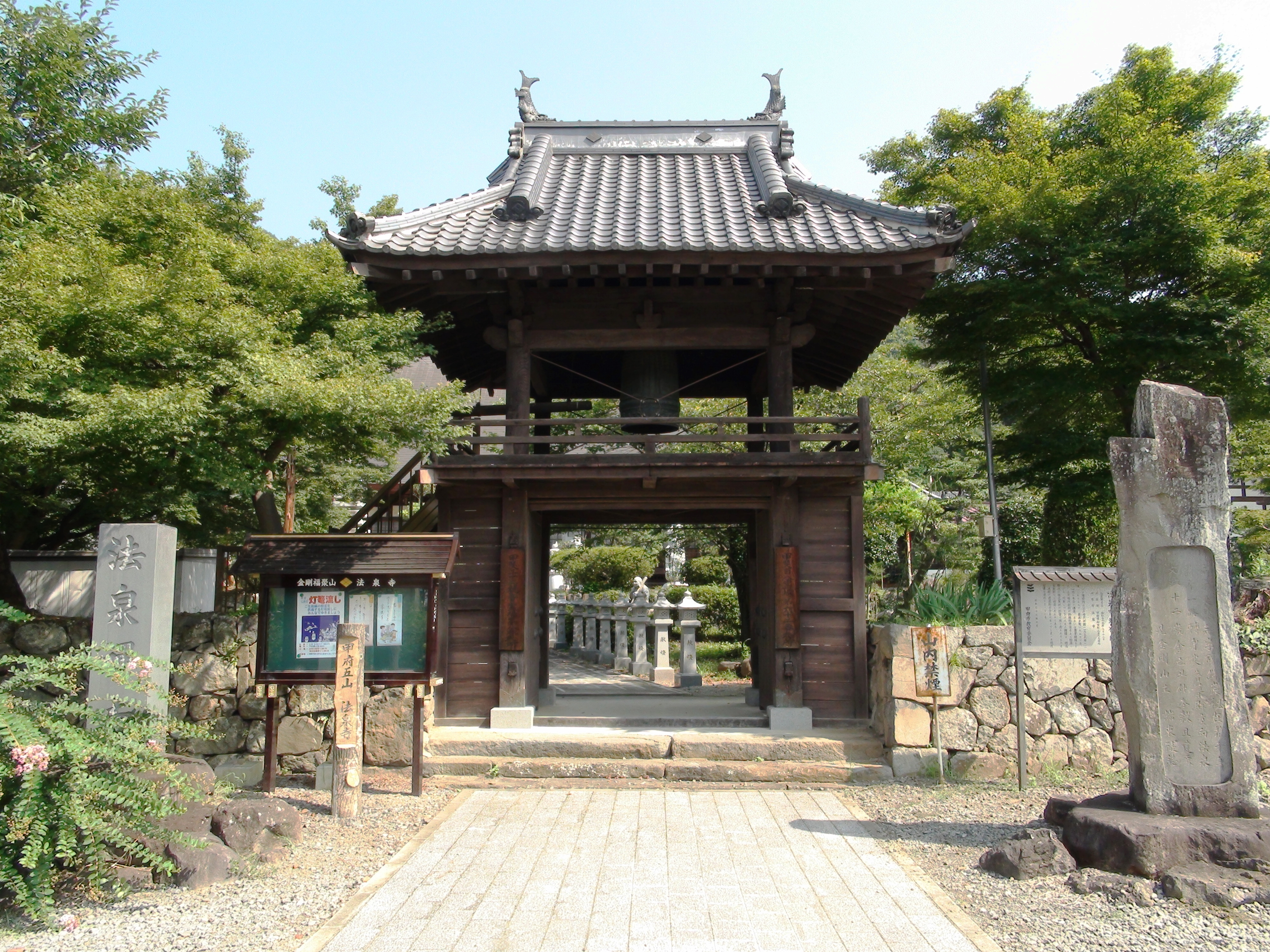
Haupttor (Sanmon) zum Hōsen-ji